# Трупіал жовтоплечий
Трупіа́л жовтоплечий (Icterus cayanensis) — вид горобцеподібних птахів родини трупіалових (Icteridae). Мешкає в Амазонії та на Гвіанському нагір'ї. Раніше вважався конспецифічним з червоноплечим трупіалом.

## Опис
Довжина птаха становить 19-20 см. Сабарвлення переважно синювато-чорне, на плечах у них жовті або рудувато-каштанові плямами. Хвіст довгий. Дзьоб довгий, тонкий, лапи темно-коричневі.

## Підвиди
Виділяють два підвиди:

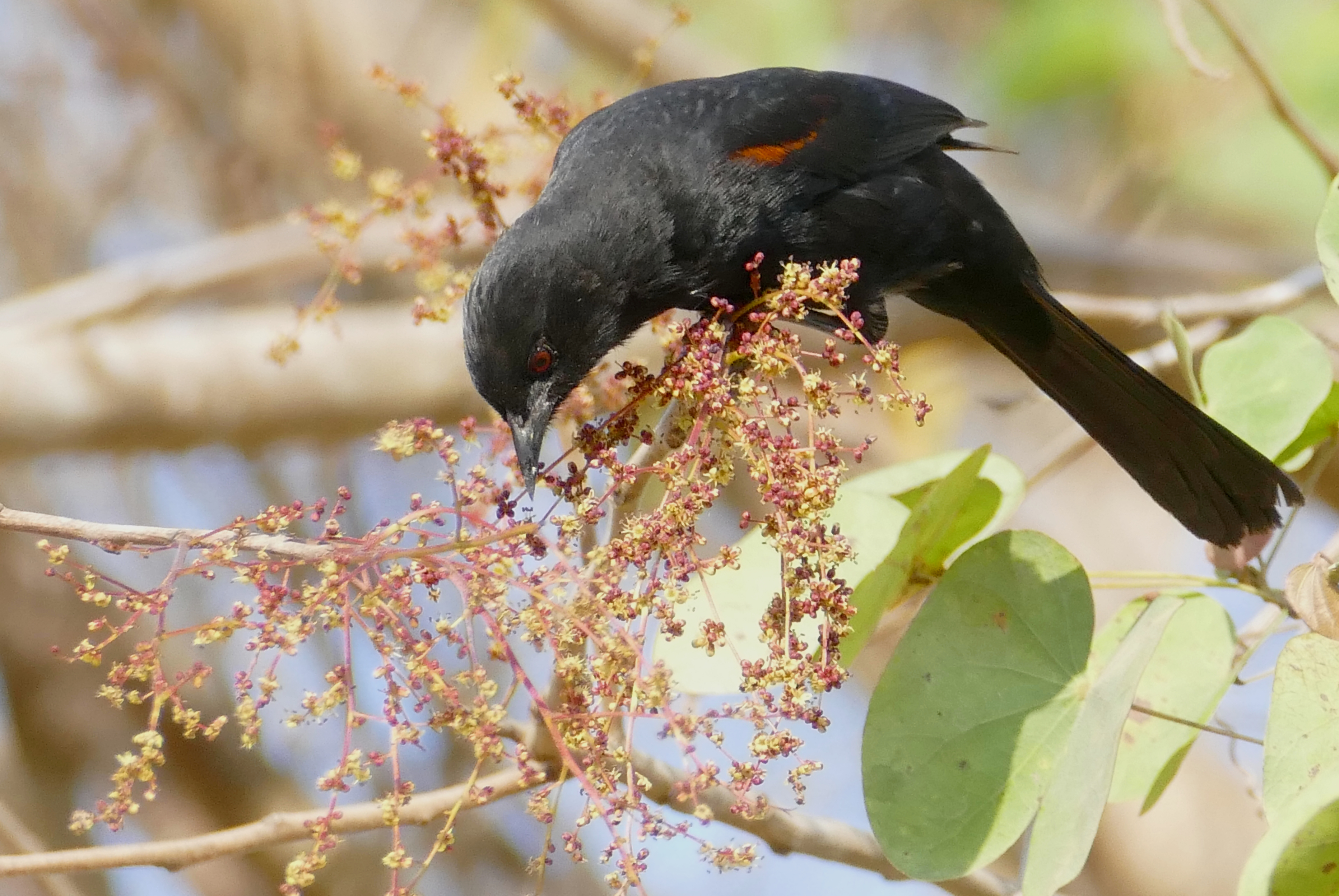
Жовтоплечий трупіал

- I. c. cayanensis Swainson, 1838 — південна Гаяна, Суринам, Французька Гвіана, Бразильська Амазонія, схід Перу і північ Болівії;
- I. c. chrysocephalus Ihering, H, 1902 — від східної Колумбії до південної і східної Венесуели, Гаяни, північно-західної Бразилії і північного сході Перу, острів Тринідад.

Деякі дослідники класифікують підвид I. c. chrysocephalus як окремий вид трупіал амазонійський (Icterus chrysocephalus).

## Поширення і екологія
Жовтоплечі трупіали мешкають в Колумбії, Еквадорі, Перу, Болівії, Бразилії, Венесуелі, Гаяні, Суринамі, Французькій Гвіані та на Тринідаді і Тобаго. Вони живуть у вологих рівнинних і заболочених тропічних лісах, на плантаціях та в пальмових гаях Mauritia flexuosa. Зустрічаються на висоті до 1200 м над рівнем моря. Живляться комахами та іншими безхребетними, а також плодами і нектаром.